# Conflandey
Conflandey est une commune française située dans le département de la Haute-Saône, la région culturelle et historique de Franche-Comté et la région administrative Bourgogne-Franche-Comté.

## Géographie

### Description
La commune est traversée par la ligne de Paris-Est à Mulhouse-Ville.

### Communes limitrophes
Les communes limitrophes sont  Amoncourt, Chargey-lès-Port, Chaux-lès-Port, Faverney, Fleurey-lès-Faverney, Port-sur-Saône et Purgerot.

### Hydrographie
Conflandey est située au confluent de la Saône et de la Lanterne. La commune comprend une île, l'île Cantin
La Saône est l'un des affluents principaux du fleuve le Rhône.

### Paysages
La commune possède 300 hectares de plans d'eau sur deux réserves naturelles en milieu humide.

### Climat
Pour des articles plus généraux, voir Climat de la Bourgogne-Franche-Comté et Climat de la Haute-Saône.
En 2010, le climat de la commune est de type climat des marges montargnardes, selon une étude du Centre national de la recherche scientifique s'appuyant sur une série de données couvrant la période 1971-2000. En 2020, Météo-France publie une typologie des climats de la France métropolitaine dans laquelle la commune est exposée à un climat semi-continental et est dans la région climatique Lorraine, plateau de Langres, Morvan, caractérisée par un hiver rude (1,5 °C), des vents modérés et des brouillards fréquents en automne et hiver.
Pour la période 1971-2000, la température annuelle moyenne est de 10,2 °C, avec une amplitude thermique annuelle de 17,4 °C. Le cumul annuel moyen de précipitations est de 985 mm, avec 13 jours de précipitations en janvier et 9,5 jours en juillet. Pour la période 1991-2020, la température moyenne annuelle observée sur la station météorologique de Météo-France la plus proche, « Montureux-lès-Baulay », sur la commune de Montureux-lès-Baulay à 11 km à vol d'oiseau, est de 10,9 °C et le cumul annuel moyen de précipitations est de 907,3 mm. 
La température maximale relevée sur cette station est de 40,8 °C, atteinte le 25 juillet 2019 ; la température minimale est de −25 °C, atteinte le 26 février 1986,,.
Les paramètres climatiques de la commune ont été estimés pour le milieu du siècle (2041-2070) selon différents scénarios d'émission de gaz à effet de serre à partir des nouvelles projections climatiques de référence DRIAS-2020. Ils sont consultables sur un site dédié publié par Météo-France en novembre 2022.

### Milieux naturels et biodiversité
Une partie de la réserve naturelle nationale de la grotte du Carroussel est située au sud du territoire communal.

## Urbanisme

### Typologie
Au 1er janvier 2024, Conflandey est catégorisée commune rurale à habitat dispersé, selon la nouvelle grille communale de densité à sept niveaux définie par l'Insee en 2022.
Elle est située hors unité urbaine. Par ailleurs la commune fait partie de l'aire d'attraction de Vesoul, dont elle est une commune de la couronne,. Cette aire, qui regroupe 158 communes, est catégorisée dans les aires de 50 000 à moins de 200 000 habitants,.

### Occupation des sols
L'occupation des sols de la commune, telle qu'elle ressort de la base de données européenne d’occupation biophysique des sols Corine Land Cover (CLC), est marquée par l'importance des territoires agricoles (68,5 % en 2018), une proportion sensiblement équivalente à celle de 1990 (68,9 %). La répartition détaillée en 2018 est la suivante : 
prairies (34,4 %), forêts (22,4 %), terres arables (22,1 %), zones agricoles hétérogènes (12 %), zones urbanisées (8,8 %), eaux continentales (0,4 %). L'évolution de l’occupation des sols de la commune et de ses infrastructures peut être observée sur les différentes représentations cartographiques du territoire : la carte de Cassini (XVIIIe siècle), la carte d'état-major (1820-1866) et les cartes ou photos aériennes de l'IGN pour la période actuelle (1950 à aujourd'hui).

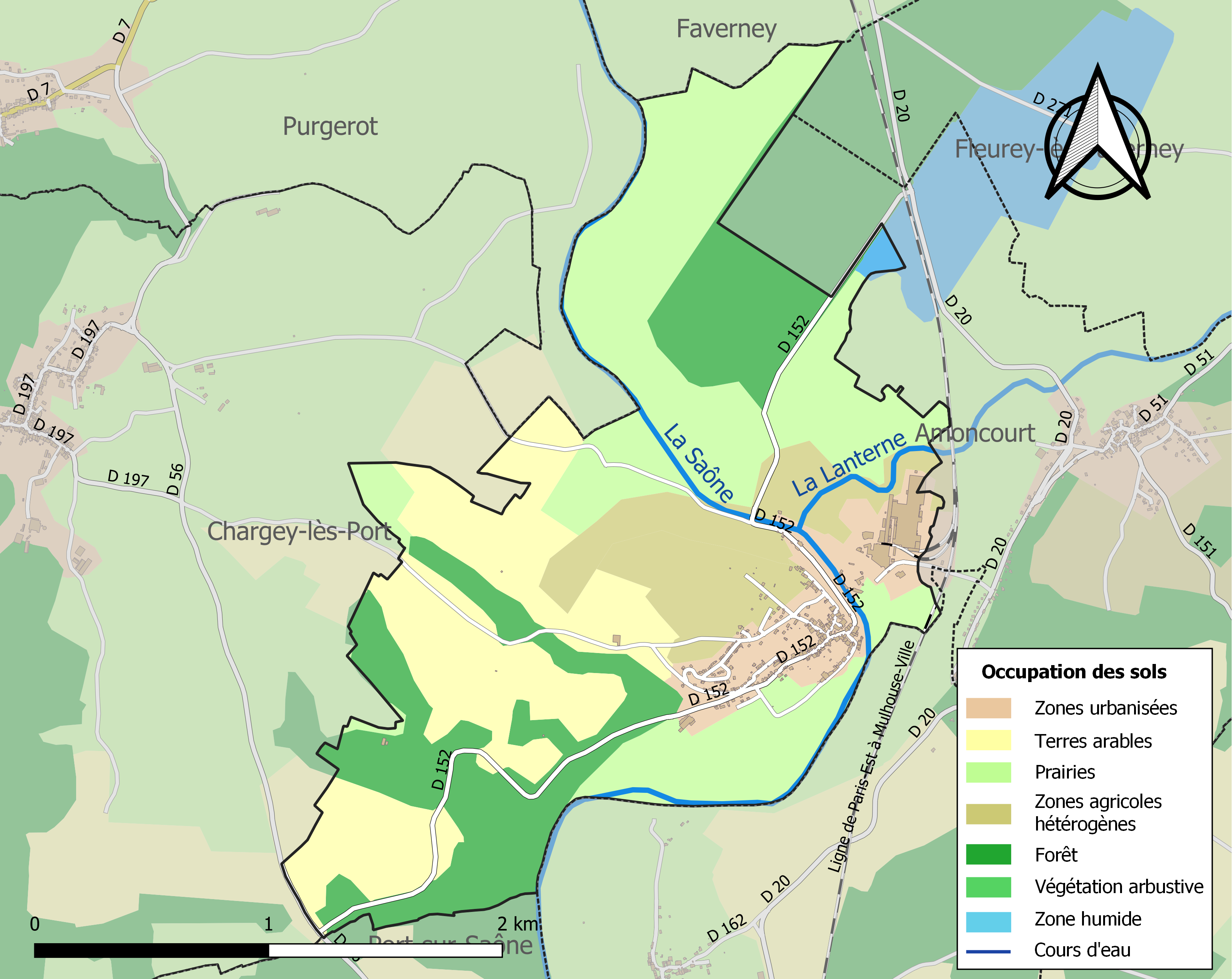
Carte des infrastructures et de l'occupation des sols de la commune en 2018 (CLC).

### Habitat et logement
En 2018, le nombre total de logements dans la commune était de 196, alors qu'il était de 190 en 2013 et de 188 en 2008.
Parmi ces logements, 82,7 % étaient des résidences principales, 6,6 % des résidences secondaires et 10,7 % des logements vacants. Ces logements étaient pour 90,8 % d'entre eux des maisons individuelles et pour 9,2 % des appartements.
Le tableau ci-dessous présente la typologie des logements à Conflandey en 2018 en comparaison avec celle de la Haute-Saône et de la France entière. Une caractéristique marquante du parc de logements est ainsi une proportion de résidences secondaires et logements occasionnels (6,6 %) supérieure à celle du département (6,2 %) mais inférieure à celle de la France entière (9,7 %). Concernant le statut d'occupation de ces logements, 78,9 % des habitants de la commune sont propriétaires de leur logement (75,9 % en 2013), contre 68,7 % pour la Haute-Saône et 57,5 % pour la France entière.
| Typologie                                               | Conflandey | Haute-Saône | France entière |
| ------------------------------------------------------- | ---------- | ----------- | -------------- |
| Résidences principales (en %)                           | 82,7       | 83          | 82,1           |
| Résidences secondaires et logements occasionnels (en %) | 6,6        | 6,2         | 9,7            |
| Logements vacants (en %)                                | 10,7       | 10,8        | 8,2            |

## Histoire
La seigneurie appartenait en 1789 à Pierre Amable Guy, maître des forges fondées en 1686. Le château est acheté en 1897 par M. Ernest Baillet transformant alors la papeterie en une tréfilerie.

## Politique et administration

### Rattachements administratifs et électoraux

#### Rattachements administratifs
Conflandey partie de l'arrondissement de Vesoul du département de la Haute-Saône, en région Bourgogne-Franche-Comté. Pour l'élection des députés, elle dépend de la première circonscription de la Haute-Saône.
La commune fait partie depuis 1793 du canton de Port-sur-Saône. Dans le cadre du redécoupage cantonal de 2014 en France, cette circonscription administrative territoriale a disparu, et le canton n'est plus qu'une circonscription électorale.

#### Rattachements électoraux
Pour les élections départementales, la commune fait partie depuis 2014 d'un nouveau canton de Port-sur-Saône, porté de 17 à 46 communes.
Pour l'élection des députés, elle fait partie de la première circonscription de la Haute-Saône..

### Intercommunalité
La commune était membre de la Communauté de communes Agir ensemble, un établissement public de coopération intercommunale (EPCI) à fiscalité propre créé en 1994  et auquel la commune avait transféré un certain nombre de ses compétences, dans les conditions déterminées par le code général des collectivités territoriales.
L'article 35 de la loi n° 2010-1563 du 16 décembre 2010 « de réforme des collectivités territoriales » prévoyant d'achever et de rationaliser le dispositif intercommunal en France, et notamment d'intégrer la quasi-totalité des communes françaises dans des EPCI à fiscalité propre, dont la population soit normalement supérieure à 5 000 habitants, les communautés de communes : 
- Agir ensemble ;  
- de la Saône jolie ; 
- des six villages ; 
et les communes isolées de Bourguignon-lès-Conflans, Breurey-lès-Faverney et Vilory ont été regroupées pour former le 1er janvier 2014 la communauté de communes Terres de Saône, dont est désormais membre la commune.

### Liste des maires
| Période                                  | Période                      | Identité           | Étiquette | Qualité                                                                   |
| ---------------------------------------- | ---------------------------- | ------------------ | --------- | ------------------------------------------------------------------------- |
| Les données manquantes sont à compléter. |                              |                    |           |                                                                           |
| mars 2001                                | mars 2008                    | Jean-Marie Parat   | PS        | Employé Conseiller général de Port-sur-Saône (1988 → 1994)                |
| mars 2008                                | mai 2020                     | Gérard Leboube     |           |                                                                           |
| mai 2020                                 | décembre 2020                | Marie-Pierre Parat |           | Fonction publique Vice-présidente de la CC Terres de Saône Démissionnaire |
| juin 2021                                | En cours (au 3 février 2023) | Arnaud Durget      |           | Technicien                                                                |

## Démographie
L'évolution du nombre d'habitants est connue à travers les recensements de la population effectués dans la commune depuis 1793. Pour les communes de moins de 10 000 habitants, une enquête de recensement portant sur toute la population est réalisée tous les cinq ans, les populations de référence des années intermédiaires étant quant à elles estimées par interpolation ou extrapolation. Pour la commune, le premier recensement exhaustif entrant dans le cadre du nouveau dispositif a été réalisé en 2007.

En 2022, la commune comptait 357 habitants, en évolution de −1,92 % par rapport à 2016 (Haute-Saône : −1,4 %, France hors Mayotte : +2,11 %).
| 1793 | 1800 | 1806 | 1821 | 1831 | 1836 | 1841 | 1846 | 1851 |
| ---- | ---- | ---- | ---- | ---- | ---- | ---- | ---- | ---- |
| 332  | 397  | 415  | 425  | 426  | 411  | 475  | 458  | 492  |

| 1856 | 1861 | 1866 | 1872 | 1876 | 1881 | 1886 | 1891 | 1896 |
| ---- | ---- | ---- | ---- | ---- | ---- | ---- | ---- | ---- |
| 411  | 345  | 325  | 340  | 365  | 392  | 409  | 410  | 375  |

| 1901 | 1906 | 1911 | 1921 | 1926 | 1931 | 1936 | 1946 | 1954 |
| ---- | ---- | ---- | ---- | ---- | ---- | ---- | ---- | ---- |
| 343  | 439  | 427  | 379  | 385  | 351  | 340  | 355  | 326  |

| 1962 | 1968 | 1975 | 1982 | 1990 | 1999 | 2006 | 2007 | 2012 |
| ---- | ---- | ---- | ---- | ---- | ---- | ---- | ---- | ---- |
| 368  | 361  | 471  | 457  | 402  | 424  | 415  | 414  | 383  |

| 2017 | 2022 | - | - | - | - | - | - | - |
| ---- | ---- | - | - | - | - | - | - | - |
| 360  | 357  | - | - | - | - | - | - | - |

## Économie
La commune est connue pour la tréfilerie de Conflandey.

## Culture locale et patrimoine

### Lieux et monuments
- Usine métallurgique, usine de papeterie, tréfilerie[22]

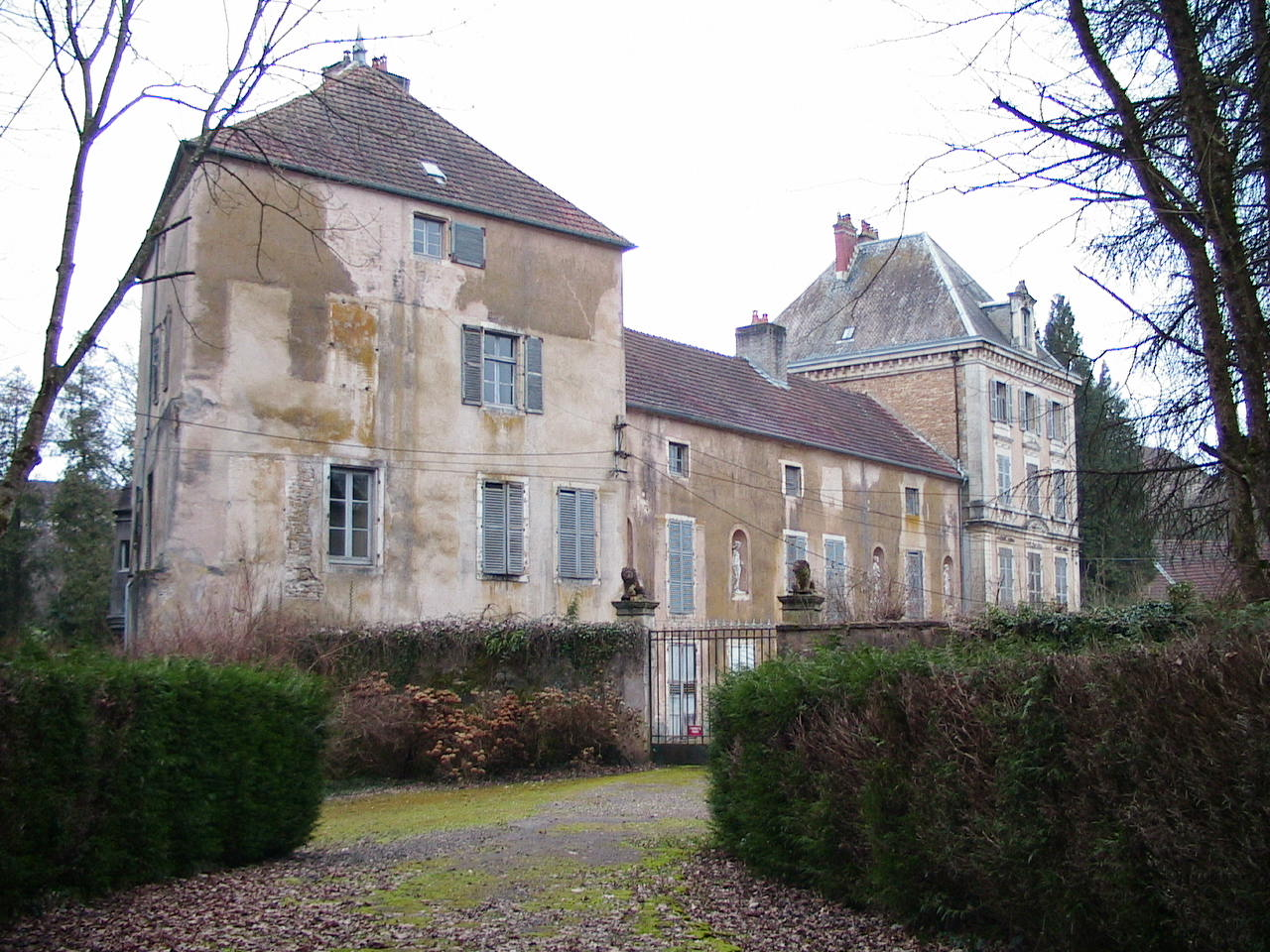
Le château, façade côté cour.
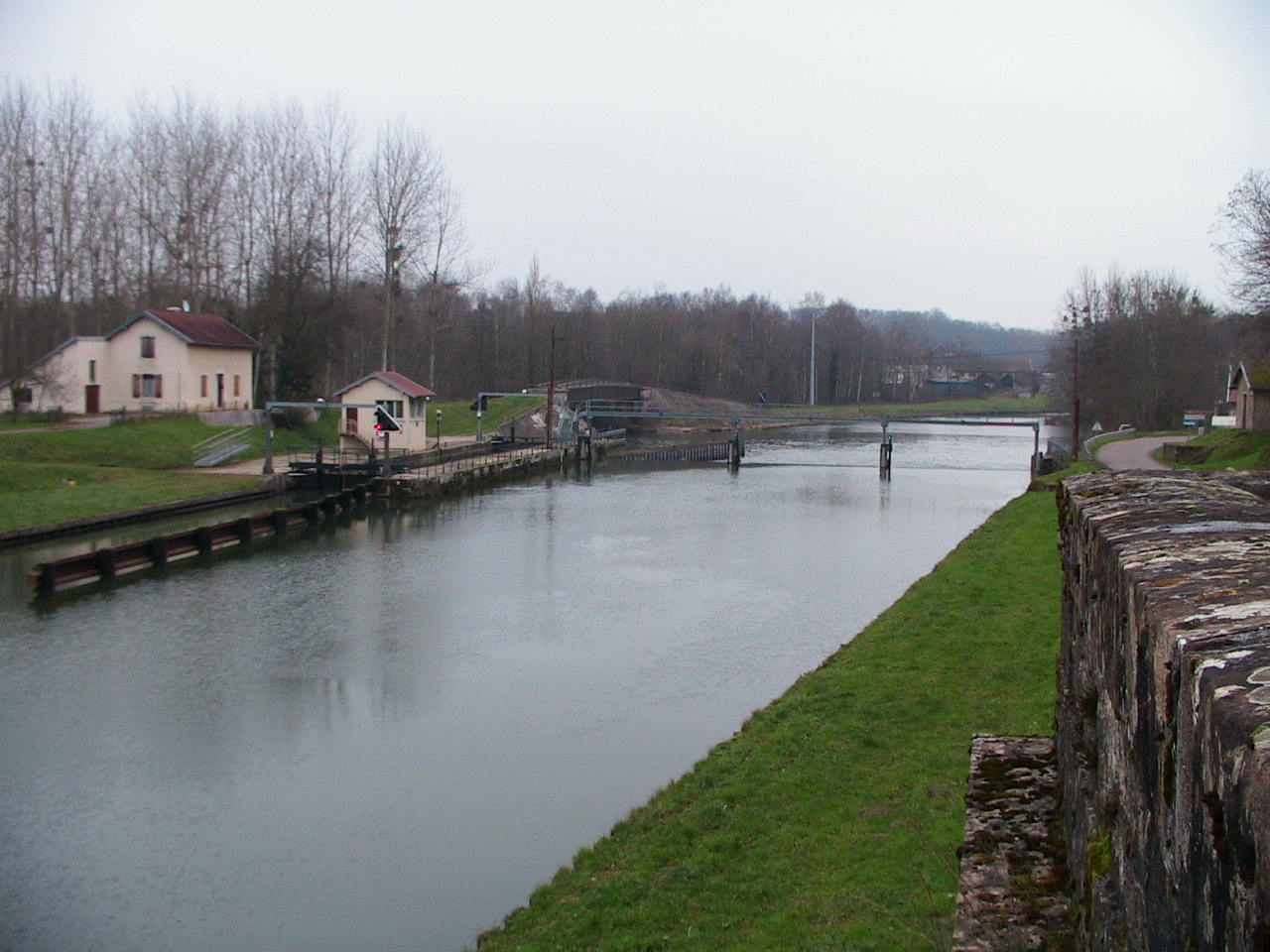
L'écluse sur la Saône canalisée.

### Héraldique
| Blason de Conflandey | Blason  | Écartelé en sautoir : aux 1er et 4e d'argent à deux cotices en barre de gueules, aux 2e et 3e d'azur plain. |
| Blason de Conflandey | Détails | Adopté par la municipalité.                                                                                 |